# Mughiphantes faustus
Mughiphantes faustus là một loài nhện trong họ Linyphiidae.
Loài này thuộc chi Mughiphantes. Mughiphantes faustus được Andrei V. Tanasevitch miêu tả năm 1987.